# Список персонажів мультсеріалу «Вондер Тут і Там»
Список персонажів мультсеріалу "Вондер Тут і Там".

## Головні
Вондер (англ. Wander; озвучив Джек МакБраер) — головний герой мультсеріалу, міжпланетний мандрівник. Його єдина мета у житті  — допомогти іншим бути щасливими. В епізоді "The Greater Hater" виявлось, що Вондер — не його ім'я при народженні. Вондер — це псевдонім, який ненавмисно дала йому Сільвія, коли вони вперше зустрілися.
Сільвія (англ. Sylvia; озвучила Ейпріл Вінчел) — найкраща подруга Вондера, яка подорожує всесвітом із ним. Сільвія ніколи не відмовиться від виклику, а також дуже полюбляє битися.
Лорд Злюкер або просто Злюкер (англ. Lord Hater; озвучив Кіт Фергюсон) — головний антагоніст анімаційного серіалу «Вондер Тут і Там».
Командувач Гострозір (англ. Commander Peepers; озвучив Том Кенні) — старший офіцер в армії Гострозориків і найближчий радник Лорда Злюкера. Зовні відрізняється від Гострозориків низьким зростом та вищою прикрасою-блискавкою на шоломі.
Лорд Домінатор (англ. Lord Dominator; озвучила Ноель Велс) — небезпечна, компетентна, має силу лави та льоду. Коли вона з'явилася, хотіла знищити галактику, тож знищила усі планети галактики, окрім однієї, яку врятував Лорд Злюкер. В неї били закохані Злюкер та Крутяк.
Гострозорики (англ. Watchdogs; озвучили різні актори) — армія Лорда Злюкера. Вони не дуже розумні та слабкі, в них є пістолети.

## Другорядні
Імператор Крутяк (англ. Emperor Awesome; озвучив Сем Рігел) — акула, яка проводить вечірки, які в буквальному сенсі знищують планети. Конкурент Лорда Злюкера за панування у галактиці. Кохав Сільвію і Домінатора.
Кулачки (англ. The Fist Fighters) — армія Крутяка, сильніша за армію Злюкера у битві напряму, без зброї.
Бред Осяйний (англ. Sir Brad Starlight; озвучив Джеймс Марсден) — лиходій, який вважає, що він герой. Він був другом Вондера і Сільвії, але коли цього плани не здійснилися, він став ненавидіти Вондера.
Чорний Куб Мороку (англ. The Black Cube of Darkness; озвучив Енді Бін) — колишній лиходій і завойовник галактики. Був одним із наймогутніших істот у Всесвіті до того, як він не зміг отримати перстень непереможності. Пізніше став добрим та другом Вондера і Сільвії. Вміє забирати чужі душі.
Доктор Джонс Божевільний (англ. Dr. Screwball Jones; озвучив «Дивний Ел» Янковик) — лиходій, який дебютував у 2-му сезоні. Ворог Вондера з минулого. Хоче зробити усіх щасливим проти власної волі.
Крихітка (англ. Little Bits; озвучила Дженіфер Ханнеліус) — лиходійка, яка вперше з'явилася у 1-му сезоні. Минула мисливця за головами. Може маніпулювати усіма, через контакт в очах.
Сендвіч Зла (англ. Sourdough the Evil Sandwich; озвучив Річ Фулчер) — лиходій, який вперше з'являється у вигляді тисячолітньої королеви. Захоплював галактику, як і інші лиходії.